# Jean-René Rosières
Pour les articles homonymes, voir Rosières.
Jean-René Rosières ou Jean-René Le Couppey de la Rosière, né le 15 avril 1739 à Paris où il est mort le 20 juillet 1814, est un auteur dramatique français.

## Biographie
Gendre de Louis Anseaume, membre des Dîners du Vaudeville et des Comédiens Italiens du Roi, il prend par à la rédaction de plusieurs pièces dans lesquelles il apparaît.

## Œuvres
- 1784 : Léandre-Candide ou les Reconnoissances, comédie-parade en deux actes, en prose et en vaudevilles, avec Pierre-Yves Barré et Augustin de Piis, Comédiens Italiens Ordinaires du Roi, 27 janvier
- 1784 : Le Marchand d’esclaves, avec Jean-Baptiste Radet, Comédiens Italiens ordinaires du Roi, 27 janvier
- 1786 : Constance, avec Barré et Radet, parodie de Pénélope de Marmontel et Piccinni, Comédiens Italiens ordinaires du Roi, 6 janvier
- 1788 : Candide marié, avec Radet
- 1793 : L'Heureuse décade, divertissement patriotique en 1 acte et en vaudevilles, avec Barré et François-Pierre-Auguste Léger, Paris, Théâtre du Vaudeville, 26 octobre